# Little Red Record
Matching Mole is het tweede en laatste album van de Britse progressieve-rockband Matching Mole. 

## Tracklist
1. "Starting in the Middle of the Day, We Can Drink Our Politics Away" (2:31)
2. "Marchides" (8:25)
3. "Nan True's Hole" (3:36)
4. "Righteous Rhumba" (2:50)
5. "Brandy as in Benj" (4:24)
6. "Gloria Gloom" (8:06)
7. "God Song" (2:59)
8. "Flora Fidgit" (3:26)
9. "Smoke Signal" (6:37)

## Bezetting
- Bill MacCormick (bas)
- Phil Miller (gitaar)
- Robert Wyatt (drums, zang, piano, mellotron)
- Dave McRae (keyboards)

Gastoptreden van:
- Brian Eno (synthesizer)